# LOTHAR (Radar)
Das LOTHAR (engl.: Low probability of intercept Over The Horizon Adaptive Radar) ist ein Überhorizontradar im Norden der italienischen Region Apulien. Es arbeitet im Frequenzbereich zwischen 7 und 28 MHz und kann den Flug- und Schiffsverkehr der gesamten südlichen Mittelmeerregion überwachen. Die Reichweite beträgt zwischen 800 und 3700 km.
Das Radar entstand während der Machbarkeitsstudie LOTHAR - FATT (engl.: Feasibility ATTempt) an der Universität Pisa unterstützt durch die staatliche Universität Foggia. Die Hardware wurde durch die italienische Firma „Radar and Surveillance Systems“ (Laboratorio Nazionale di Radar e Sistemi di Sorveglianza, RaSS) in Zusammenarbeit mit dem interuniversitären Konsortium für Telekommunikation (Consorzio Nazionale Interuniversitario per le Telecomunicazioni, CNIT) im Auftrag des italienischen Verteidigungsministeriums entwickelt. Ein eigenes Netzwerk von Ionosonden misst dafür ständig die Höhen der Schichten der Ionosphäre, um die Genauigkeit der Entfernungsmessung zu gewährleisten.
Die Antenne besteht aus 50 einzelnen zueinander kohärenten Radar-Satelliten, die zusammen ein Multiple-Input-Multiple-Output-Radar (MIMO-Radar) bilden. Das Radar kann in einem Sektor von ±90° in Höhenwinkeln zwischen 5 und 55° abstrahlen. Jedes dieser Radar-Satelliten arbeitet mit einer eigenen charakteristischen Modulation (waveform) so dass im Zielgebiet kein messbares gemeinsames Antennendiagramm entsteht. Das bedeutet, dass die Arbeit dieses Radars weder aufgeklärt noch gestört werden kann.
300 aktive Empfangsantennen bilden zusammen mit den Sendeantennen ein quasi-monostatisches Radar, das heißt, es werden zwar unterschiedliche Antennen für Senden und Empfang genutzt, aber der Abstand zwischen Sendeantennen und Empfangsantennen ist vernachlässigbar. Das virtuelle Winkelauflösungsvermögen beträgt in der Frequenzbandmitte etwa 1°.